# Madeo
Madeo, conocida en español como Mother o Madre, es una película surcoreana del año 2009 dirigida por Bong Joon-ho. Entre el drama y el thriller, narra la lucha de una madre por demostrar que su hijo, acusado del asesinato de una joven, es inocente. Protagonizada por Kim Hye-ja , Won Bin  y Jin Goo, se estrenó el 19 de mayo de 2009 en el Festival de Cannes.

## Argumento
Una mujer viuda (Kim Hye-ja) vive con su único hijo en un pequeño pueblo del sur de Corea del Sur, ganándose la vida vendiendo hierbas medicinales y dando sesiones de  acupuntura. Su hijo, Yoon Do-joon, al que sobreprotege en extremo, es un muchacho tímido que sufre de pérdidas de memoria y padece una discapacidad intelectual, siendo propenso a atacar a cualquiera que se burle de él.
Un día, Do-joon casi es atropellado por un coche que se da a la fuga, y él y su amigo Jin-tae lo siguen hasta un club de golf, donde en represalia vandalizan el vehículo y atacan a sus pasajeros. Tras la gresca todos terminan en la comisaría, y Do-joon vuelve a agredir a uno de los ocupantes del coche por llamarlo "retardado".
Esa misma noche, Do-joon es echado de un bar por la dueña después de flirtear con su hija adolescente. Antes de irse, al no tener dinero intenta entregar en pago unas pelotas de golf robadas más temprano del club, pero le cierran la puerta en la cara. De camino a su casa, alcoholizado, ve a una estudiante llamada Moon Ah-jung caminando sola, y la sigue hasta un edificio abandonado haciéndole comentarios lascivos. Allí, alguien a quien Do-joon no llega a ver le arroja una piedra a sus pies, y él se marcha. A la mañana siguiente, Ah-jung es encontrada muerta en la terraza del edificio, lo cual conmociona a todo el pueblo. La incompetente policía local, que no ha tenido que encargarse de un caso de asesinato en mucho tiempo, arresta a Do-joon después de encontrar en la escena del crimen una pelota de golf con su nombre escrito en ella. Hostigado y presionado por los policías, termina firmando una confesión.
La madre, creyendo en la inocencia de su hijo, se dispone a probar que él no es el asesino. Tras una entrevista fallida con un abogado, opta por ir a visitar a Jin-tae, con el que siempre reprobó que su hijo se juntara por su errático y violento comportamiento. Viendo que en la casa no hay nadie, la mujer decide inspeccionar el lugar, y en un placard encuentra un palo de golf manchado con una sustancia roja, el cual había sido robado por Jin-tae poco antes a las personas que casi atropellan a Do-joon. Al llevar el elemento a la comisaría, se comprueba que la mancha se trata de pintalabios. En una conversación que luego la mujer tiene con Jin-tae, éste le aconseja no confiar en nadie, concluyendo además que el cuerpo de Ah-jung fue colocado en el techo del edificio a modo de exhibición, para que todo el pueblo pudiera verlo fácilmente.
En prisión, Do-Joon golpea a otro recluso que lo llama "retardado". Su madre le hace una visita para hablar sobre el episodio, y en medio de la conversación Do-joon recuerda una situación de su infancia, ocurrida cuando tenía 5 años, en la que su madre intentó matarlo y luego suicidarse rociando con pesticida sus bebidas. Ella pretende disculparse, diciendo que lo hizo para terminar con el sufrimiento de ambos, y le ofrece una sesión de acupuntura para librarlo del dolor. Él se niega, diciendo que no quiere volver a verla.
La madre de Do-joon despide a un nuevo abogado por la poca disposición mostrada en ayudar a su hijo, y comienza a interrogar a los conocidos de la chica asesinada. Sus compañeros de escuela le cuentan que Ah-jung era apodada "la chica del arroz" por su gusto por este cereal, que era frecuente verla rodeada de hombres y que últimamente mantenía una relación con un muchacho conocido como "Loco JP", quien recientemente se había fugado de un hospital psiquiátrico. Asimismo, por parte de una vendedora de una tienda de cámaras fotográficas, la madre de Do-joon se entera de que la joven acudía al negocio habitualmente para retocar e imprimir fotos y que sufría de sangrados nasales frecuentes, habiéndole ocurrido en la propia tienda. Por último, una amiga de Ah-jung le cuenta que la fallecida le había realizado una modificación a su teléfono móvil para poder sacar fotos con él sin que hiciera ruido. Esta chica es luego abordada violentamente  por dos jóvenes, que casualmente buscan el celular de Ah-jung, pero la madre de Do-joon logra rescatarla. Intrigada por el interés de estos chicos en el celular, la madre contrata a Jin-tae para que les sonsaque información. Los jóvenes confiesan que Ah-jung solía aceptar arroz a cambio de sexo, y que buscaban su celular porque en él ella tenía una colección de fotos de sus compañeros sexuales, a los que solía fotografiar sin que se dieran cuenta.
Do-joon llama a su madre diciéndole que acaba de recordar algo. En prisión, le cuenta que la noche que mataron a Ah-jung recuerda haber visto a un hombre mayor rondando el edificio abandonado en el que se encontró el cuerpo. Con el celular en su poder, la madre le muestra las fotos tomadas por Ah-jung y Do-joon reconoce al hombre en una de ellas. Se trata a un recolector de residuos al que la madre conocía, por haberle comprado un paraguas hacía poco. Al visitarlo en su casucha, el hombre le confiesa haber presenciado el asesinato de la joven: la noche del suceso, él había ido a dormir a uno de los apartamentos del edificio abandonado en cuya terraza fue hallado el cuerpo de la joven, como habitualmente  hacía cada vez. En un momento, vio aparecer a Ah-jung, que aparentemente huía de un muchacho que le decía groserías. Enojada y con el fin de amedrentarlo, Ah-jung se detuvo y le lanzó al joven una piedra de gran tamaño, llamándolo "retardado". En respuesta, Do-joon le devolvió la piedra, golpeándola con ella en la cabeza y matándola en el acto. Después de sacar y guardar varias veces su celular, dubitativo y nervioso, arrastró el cuerpo de Ah-jung con dificultad y lo colocó en la terraza del edificio. Al terminar el relato, el hombre se dispone a llamar a la policía para confirmar que han atrapado al verdadero asesino, pero la madre de Do-joon lo impide atacándolo por detrás, golpeándolo con un atizador hasta matarlo. Acto seguido, prende fuego la casa.
Poco después, la mujer recibe una llamada de la policía diciéndole que han capturado al "verdadero" asesino. Se trata de Loco JP, la última pareja de Ah-jung, señalado como responsable por haberse hallado una prenda suya manchada con sangre de su novia, presumiblemente como resultado de un intento de violación. La madre de Do-joon, sabiendo de los sangrados nasales de Ah-jung y de la inocencia del acusado, decide visitarlo en prisión, y luego de hablar con él rompe en llanto. A las horas, Do-joon es puesto en libertad. Jin-tae y su novia van a recogerlo. En el viaje de vuelta pasan por los restos de la casucha del recolector de residuos, donde deciden detenerse para husmear. Más tarde, mientras Do-joon se encuentra cenando con su madre, él comenta que quienquiera que fuera el que dejó el cuerpo de Ah-jung en aquella terraza probablemente lo hizo para ayudarla, ya que allí podrían verla rápidamente y auxiliarla.
Algún tiempo después, madre e hijo están en una terminal de ómnibus, pues ella se va de viaje. Antes de partir, Do-joon le manifiesta haber recordado algo, y le devuelve su cajita de agujas de acupuntura, la cual dice haber encontrado extrañamente entre los restos de la casa del hombre que recolectaba residuos. Una vez arriba del ómnibus, mientras el resto de los pasajeros baila, la mujer, perturbada por el hallazgo de su hijo, saca la cajita y se pincha en el muslo para calmar el dolor y borrar sus malos recuerdos. Acto seguido, comienza a bailar junto a los demás pasajeros.

## Elenco
- Kim Hye-ja como Madre.
- Won Bin como Yoon Do-joon.[1]
- Jin Goo como Jin-tae, amigo de Do-joon.
- Moon Hee-ra[2] como Ah-jung, la víctima.
- Yoon Je-moon como el detective a cargo del caso de asesinato Ah-jung.[3]
- Jeon Mi-seon como Mi-seon.
- Song Sae-byeok como Detective.
- Chun Woo-hee como Mi-na.
- Ko Kyu-pil como Ddong Ddong.

## Premios
| Fecha             | Premio                               | Categoría                 | Receptor(es)              | Resultado |
| ----------------- | ------------------------------------ | ------------------------- | ------------------------- | --------- |
| Noviembre de 2009 | Asia Pacific Screen Awards           | Mejor actriz              | Hye-ja Kim                | Ganadora  |
| Noviembre de 2009 | Asia Pacific Screen Awards           | Mejor guion               | Bong Joon-ho Park Eun-kyo | Nominados |
| Enero de 2010     | Los Angeles Film Critics Association | Mejor actriz              | Hye-ja Kim                | Ganadora  |
| Febrero de 2010   | Boston Society of Film Critics       | Mejor película extranjera |                           | Ganadora  |
| Marzo de 2010     | Asian Film Awards                    | Mejor película            |                           | Ganadora  |
| Marzo de 2010     | Asian Film Awards                    | Mejor director            | Bong Joon-ho              | Nominado  |
| Marzo de 2010     | Asian Film Awards                    | Mejor actriz              | Hye-ja Kim                | Ganadora  |
| Marzo de 2010     | Asian Film Awards                    | Mejor actor secundario    | Bin Won                   | Nominado  |
| Marzo de 2010     | Asian Film Awards                    | Mejor guion               | Bong Joon-ho Park Eun-kyo | Ganadores |
| Marzo de 2010     | Asian Film Awards                    | Mejor montaje             | Sae-kyoung Moon           | Nominado  |
| Marzo de 2010     | Independent Spirit                   | Mejor película extranjera |                           | Nominada  |
| Diciembre de 2010 | Chicago Film Critics Association     | Mejor película extranjera |                           | Nominada  |